# 玉泉营农场
玉泉营农场，是中华人民共和国宁夏回族自治区銀川市永宁县下辖的一个类似乡级单位，隶属于宁夏农垦。

## 行政区划
玉泉营农场下辖以下地区：
场部社区。